# 2000년 전미 비평가 협회상
제35회 전미 비평가 협회상은 2000년 최고의 영화를 기리기 위해 2001년 1월에 열린 시상식이다. 뉴욕, Sardi's Restaurant에서 개최되었다.

## 수상 및 후보

### 작품상
- 하나 그리고 둘 수상

### 감독상
- 에린 브로코비치, 트래픽 - 스티븐 소더버그 수상

### 여우주연상
- 유 캔 카운트 온 미 - 로라 리니 수상

### 남우주연상
- 비포 나잇 폴스 - 하비에르 바르뎀 수상

### 여우조연상
- 스몰 타임 크룩스 - 일레인 메이 수상

### 남우조연상
- 트래픽 - 베니시오 델 토로 수상

### 각본상
- 유 캔 카운트 온 미 - 케네스 로너건 수상

### 촬영상
- 아름다운 직업 - 아네스 고다르 수상

### 다큐멘터리상
- 행크 그린버그의 인생과 시간 - 아비바 켐프너 수상

### 실험영화상
- 세계의 심장 - 가이 매딘 수상

### 특별공헌상
- 미켈란젤로 안토니오니 수상

### 특별상
- 국립 영화 보존 재단(National Film Preservation Foundation) 수상